# Кеніппа (Техас)
Кеніппа (англ. Knippa) — переписна місцевість (CDP) в США, в окрузі Ювалде штату Техас. Населення — 606 осіб (2020).

## Географія
Кеніппа розташована за координатами 29°18′14″ пн. ш. 99°37′51″ зх. д. / 29.30389° пн. ш. 99.63083° зх. д. (29.303817, -99.630829).  За даними Бюро перепису населення США в 2010 році переписна місцевість мала площу 13,49 км², з яких 13,25 км² — суходіл та 0,25 км² — водойми.

## Демографія
Згідно з переписом 2010 року, у переписній місцевості мешкало 689 осіб у 255 домогосподарствах у складі 181 родини. Густота населення становила 51 особа/км².  Було 306 помешкань (23/км²).
Расовий склад населення:
| - 80,0 % — білих - 0,7 % — корінних американців - 0,1 % — чорних або афроамериканців - 17,9 % — осіб інших рас |

До двох чи більше рас належало 1,3 %. Частка іспаномовних становила 61,0 % від усіх жителів.
За віковим діапазоном населення розподілялося таким чином: 27,6 % — особи молодші 18 років, 57,3 % — особи у віці 18—64 років, 15,1 % — особи у віці 65 років та старші. Медіана віку мешканця становила 39,3 року. На 100 осіб жіночої статі у переписній місцевості припадало 101,5 чоловіків;  на 100 жінок у віці від 18 років та старших — 96,5 чоловіків також старших 18 років.
Середній дохід на одне домашнє господарство  становив 43 415 доларів США (медіана — 29 148), а середній дохід на одну сім'ю — 56 765 доларів (медіана — 44 375). За межею бідності перебувало 38,7 % осіб, у тому числі 51,3 % дітей у віці до 18 років та 14,9 % осіб у віці 65 років та старших.
Цивільне працевлаштоване населення становило 303 особи. Основні галузі зайнятості: освіта, охорона здоров'я та соціальна допомога — 16,5 %, будівництво — 16,5 %, сільське господарство, лісництво, риболовля — 13,5 %, роздрібна торгівля — 12,2 %.